# Aethionema retsina
Aethionema retsina là một loài thực vật có hoa thuộc họ Brassicaceae.
Loài này chỉ có ở Hy Lạp.
Môi trường sống tự nhiên của chúng là thảm cây bụi kiểu Địa Trung Hải and vùng bờ biển nhiều đá.
Chúng hiện đang bị đe dọa vì mất môi trường sống.